# Таранов Іван Тихонович
Іван Тихонович Таранов (16 вересня 1927, село Покойноє, тепер Будьонновського району Ставропольського краю, Російська Федерація — 1995) — радянський державний діяч, голова Ставропольського крайвиконкому. Депутат Верховної ради СРСР 9—11-го скликань (1974—1989). Народний депутат СРСР (1989—1991). Кандидат економічних наук.

## Біографія
Трудову діяльність розпочав у 1943 році колгоспником колгоспу імені Будьонного Будьонновського району. Працював шофером та трактористом машинно-транспортної станції Ставропольського краю.
З 1937 по 1951 рік служив у Радянській армії. Член ВКП(б) з 1949 року.
З 1951 року працював у районному комітеті ВКП(б), був заступником директора Покойненської машинно-тракторної станції (МТС), секретарем партійного бюро Покойненської МТС, потім секретарем партійного бюро радгоспів «Калінінський» та «Росія» Ставропольського краю. Закінчив заочно Парасковійський технікум виноградарства та Ростовську вищу партійну школу.
У 1959—1961 роках — директор радгоспу «Росія» Ставропольського краю.
У 1961—1963 роках — 1-й секретар Прикумського районного комітету КПРС Ставропольського краю. У 1963—1965 роках — начальник Прикумського районного виробничого колгоспно-радгоспного управління Ставропольського краю. У 1965—1966 роках — 1-й секретар Прикумського міського комітету КПРС Ставропольського краю.
Закінчив заочно Ставропольський педагогічний інститут та Ставропольський сільськогосподарський інститут.
У жовтні 1966 — 1970 року — завідувач організаційного відділу Ставропольського крайового комітету КПРС, на цій посаді був наступником М С.Горбачова.
У 1970 — лютому 1973 року — секретар Ставропольського крайового комітету КПРС з питань сільського господарства.
22 лютого 1973 — березень 1990 року — голова виконавчого комітету Ставропольської крайової ради народних депутатів.
З березня 1990 року — персональний пенсіонер.

## Нагороди і звання
- орден Леніна
- орден Жовтневої Революції
- три ордени Трудового Червоного Прапора
- орден «Знак Пошани»
- медалі
- Почесний громадянин Ставропольського краю (26.03.1999)